# Преториус, Джеки
Дже́ки Прето́риус (англ. Jacobus "Jackie" Pretorius; 22 ноября 1934 — 30 марта 2009, Йоханнесбург) — южноафриканский автогонщик. Принял участие в четырёх Гран-при чемпионата мира «Формулы-1», дебютировал 1 января 1965 года. Преториус не набирал очков, шедших в зачёт чемпионата.
Преториус выступал в «Формуле-1» на национальном уровне  в ЮАР в конце шестидесятых и начале семидесятых. После участия на шасси Lotus и Lola, он выиграл две гонки не входивших в зачёт чемпионата за рулём Brabham.
Джеки Преториус умер в Йоханнесбурге на 74-м году жизни, 30 марта 2009 года, после трёх недель пребывания в коме. Он подвергся атаке грабителей в пятницу утром. Его жена Шерли погибла в похожем инциденте несколькими годами ранее.

## Результаты выступлений в Формуле-1
| Легенда к таблице |                                                                    |
| --- | ------------------------------------------------------------------ |
| В таблице перечислены результаты всех Гран-при Формулы-1, в которых принимал участие гонщик. Строками таблицы являются сезоны, столбцами — этапы чемпионата мира. В каждой клетке указаны сокращённое название этапа и результат, дополнительно обозначенный цветом. Расшифровка обозначений и цветов представлена в нижеследующей таблице. |                                                                    |
| \| Пример \| Описание \| \| ------------ \| ------------------------------------------------------------------ \| \| 1 \| Победитель \| \| 2 \| Второе место \| \| 3 \| Третье место \| \| 5 \| Финишировал, заработав очки \| \| Сход \| Не финишировал, но при этом заработал очки \| \| 12 \| Финишировал, не получив очков \| \| НКЛ \| Финишировал, но не попал в финальную классификацию \| \| 15 \| Участвовал вне зачёта, либо по отдельной классификации \| \| 18 \| Не финишировал, но попал в финальную классификацию \| \| Сход \| Не финишировал \| \| НКВ \| Не прошёл квалификацию \| \| НПКВ \| Не прошёл предквалификацию \| \| ДСК \| Дисквалифицирован \| \| ИСК \| Исключён из протокола соревнований \| \| ТТ \| Заявлен для участия только в тренировках \| \| НС \| Участвовал в квалификации, но не стартовал в гонке \| \| Т \| Травмирован или болен \| \| ОТК \| Отказ от участия \| \| НТР \| Прибыл на соревнования, но на трассу не выезжал \| \| НПР \| Был заявлен в числе участников, но не прибыл к началу соревнований \| \| О \| Соревнования отменены \| \| \| Не участвовал \| \| Поул-позиция \| \| \| Быстрый круг \| \| |                                                                    |
| Пример | Описание                                                           |
| 1 | Победитель                                                         |
| 2 | Второе место                                                       |
| 3 | Третье место                                                       |
| 5 | Финишировал, заработав очки                                        |
| Сход | Не финишировал, но при этом заработал очки                         |
| 12 | Финишировал, не получив очков                                      |
| НКЛ | Финишировал, но не попал в финальную классификацию                 |
| 15 | Участвовал вне зачёта, либо по отдельной классификации             |
| 18 | Не финишировал, но попал в финальную классификацию                 |
| Сход | Не финишировал                                                     |
| НКВ | Не прошёл квалификацию                                             |
| НПКВ | Не прошёл предквалификацию                                         |
| ДСК | Дисквалифицирован                                                  |
| ИСК | Исключён из протокола соревнований                                 |
| ТТ | Заявлен для участия только в тренировках                           |
| НС | Участвовал в квалификации, но не стартовал в гонке                 |
| Т | Травмирован или болен                                              |
| ОТК | Отказ от участия                                                   |
| НТР | Прибыл на соревнования, но на трассу не выезжал                    |
| НПР | Был заявлен в числе участников, но не прибыл к началу соревнований |
| О | Соревнования отменены                                              |
| | Не участвовал                                                      |
| Поул-позиция |                                                                    |
| Быстрый круг |                                                                    |

| Год  | Команда                    | Шасси             | Двигатель             | 1        | 2   | 3        | 4   | 5   | 6   | 7   | 8   | 9   | 10  | 11  | 12  | 13  | 14  | 15  | Место | Очки |
| ---- | -------------------------- | ----------------- | --------------------- | -------- | --- | -------- | --- | --- | --- | --- | --- | --- | --- | --- | --- | --- | --- | --- | ----- | ---- |
| 1965 | Jackie Pretorius           | LDS Mk 1          | Alfa Romeo Straight-4 | ЮАР НПКВ | МОН | БЕЛ      | ФРА | ВЕЛ | НИД | ГЕР | ИТА | США | МЕК |     |     |     |     |     | НКЛ   | 0    |
| 1968 | Team Pretoria              | Brabham BT11      | Climax Straight-4     | ЮАР НКЛ  | ИСП | МОН      | БЕЛ | НИД | ФРА | ВЕЛ | ГЕР | ИТА | КАН | США | МЕК |     |     |     | НКЛ   | 0    |
| 1971 | Team Gunston               | Brabham BT26A     | Cosworth V8           | ЮАР Сход | ИСП | МОН      | НИД | ФРА | ВЕЛ | ГЕР | АВТ | ИТА | КАН | США |     |     |     |     | НКЛ   | 0    |
| 1973 | Frank Williams Racing Cars | Iso-Marlboro FX3B | Cosworth V8           | АРГ      | БРА | ЮАР Сход | ИСП | БЕЛ | МОН | ШВЕ | ФРА | ВЕЛ | НИД | ГЕР | АВТ | ИТА | КАН | США | НКЛ   | 0    |